# Дом над лесом
«Дом над ле́сом» — архитектурно-ландшафтный проект Анны Щетининой, осуществлённый в рамках зимнего фестиваля «Архстояние» 2008 года. Находится на территории Парка «Никола-Ленивец» возле деревни Никола-Ленивец.

## Описание
Арт-объект представляет собой маленький деревянный дом кубической формы, размещённый на прямоугольной площадке из досок, на 6 метров поднятой над землёй. Опорами для площадки служат два ствола мёртвых вязов и крутая деревянная лестница, по которой только и можно подняться в домик. В трёх стенах дома сделаны окна без стёкол, в четвёртой, со стороны лестницы, — дверь. Небольшое пространство между верхом лестницы и дверью выполняет роль маленькой смотровой площадки. Внутри дома находятся две скамьи от стены до стены и стол по центру.
Во время и после окончания в 2012 году строительства крупнейшего арт-объекта Парка «Никола-Ленивец», «Вселенского разума» Николая Полисского, «Дом над лесом» фактически стал одной из наблюдательных площадок для «Вселенского разума».

## Цитаты
Сергей Хачатуров, 2008:
Благодарный диалог с формотворчеством советского авангарда предложили Анна Щетинина и Александр Константинов. Анна возвела над лесом избушку на длинных стволах. Один ствол перпендикулярный, другой работает как контрфорс. Избушка напоминает гигантскую старинную фотографическую установку. Залезаешь в избушку по лесенке и будто попадаешь внутрь чудесного оптического прибора. В окошках избушки глаз фиксирует лучшие пейзажи благословенного «Ленивца». То есть архитектор наглядно и остроумно показывает преимущества «объективного» зрения. Своей конструкцией домик ассоциируется с авангардными проектами 20-х годов, например с высотными установками на диагональных опорах, с фантастическими «домами на рессорах» архитектора Лавинского. Такое вышло высотное натяжение пространственных зон. Пограничный блокпост.